# Valentina Scandolara
Valentina Scandolara (Soave, 1 de mayo de 1990) es una ciclista profesional italiana. Debutó como profesional en 2010, si bien en 2009 ya había corrido alguna carrera con el equipo lituano del Safi-Pasta Zara-Titanedi, tras ganar en 2008 el Campeonato de Europa Juvenil en Ruta.
Como juvenil, antes de su debut profesional, también consiguió campeonatos de Italia (en categoría cadete y juvenil) y medallas en campeonatos mundiales y europeos en pista (en categoría juvenil). Sus mejores victorias como profesional han sido el Campeonato de Europa Puntuación sub-23 (en 2011) y el Giro del Trentino Alto Adige-Südtirol (en 2014).

## Palmarés
2011
- Campeonato de Europa Puntuación sub-23
- 3.ª en el Campeonato de Italia Velocidad por Equipos (haciendo equipo con Anna-Maria Scafetta)

2012
- 3.ª en el Campeonato de Italia de Ciclocrós

2013
- 3.ª en el Campeonato de Italia de Ciclocrós
- 1 etapa del Tour de Turingia femenino

2014
- Giro del Trentino Alto Adige-Südtirol
- 2.ª en el Campeonato de Italia en Ruta

2015
- Tour Down Under
- 1 etapa del Tour Cycliste Féminin International de l'Ardèche

2017
- Dwars door de Westhoek

## Resultados en Grandes Vueltas y Campeonatos del Mundo
Durante su carrera deportiva ha conseguido los siguientes puestos en las Grandes Vueltas femeninas y en los Campeonatos del Mundo en carretera y ciclocrós :
| Carrera              | Carrera              | 2009 | 2010 | 2011 | 2012 | 2013 | 2014 | 2015 | 2016 | 2017 | 2018 | 2019 | 2020 | 2021 | 2022 |
| -------------------- | -------------------- | ---- | ---- | ---- | ---- | ---- | ---- | ---- | ---- | ---- | ---- | ---- | ---- | ---- | ---- |
|                      | Giro de Italia       | —    | Ab.  | Ab.  | 64.ª | 28.ª | —    | 78.ª | Ab.  | 81.ª | —    | —    | —    | 86.ª | —    |
|                      | Tour de l'Aude       | —    | —    | X    | X    | X    | X    | X    | X    | X    | X    | X    | X    | X    | X    |
|                      | Tour de Francia      | —    | X    | X    | X    | X    | X    | X    | X    | X    | X    | X    | X    | X    | —    |
| Mundial en Ruta      | Mundial en Ruta      | —    | —    | 97.ª | —    | 28.ª | Ab.  | 23.ª | —    | —    | —    | —    | —    | —    | —    |
| Mundial de Ciclocrós | Mundial de Ciclocrós | —    | —    | —    | Ab.  | —    | —    | —    | —    | —    | —    | —    | —    | —    | —    |

—: no participa

Ab.: abandono

X: ediciones no celebradas

## Equipos
- Safi-Pasta Zara-Titanedi (2009)[2]
- Vaiano Solaristech (2010)
- Gauss (2011)
- S.C. Michela Fanini Record Rox (2012)
- MCipollini-Giordana (2013)
- Orica-AIS (2014-2015)[3]
- Cylance Pro Cycling (2016)
- WM3 Energie (2017)
- Tibco-SVB (08.2018-12.2018)
- Cogeas-Mettler (04.2019-12.2019)
- Aromitalia-Basso Bikes-Vaiano (2021-)